# Topadora

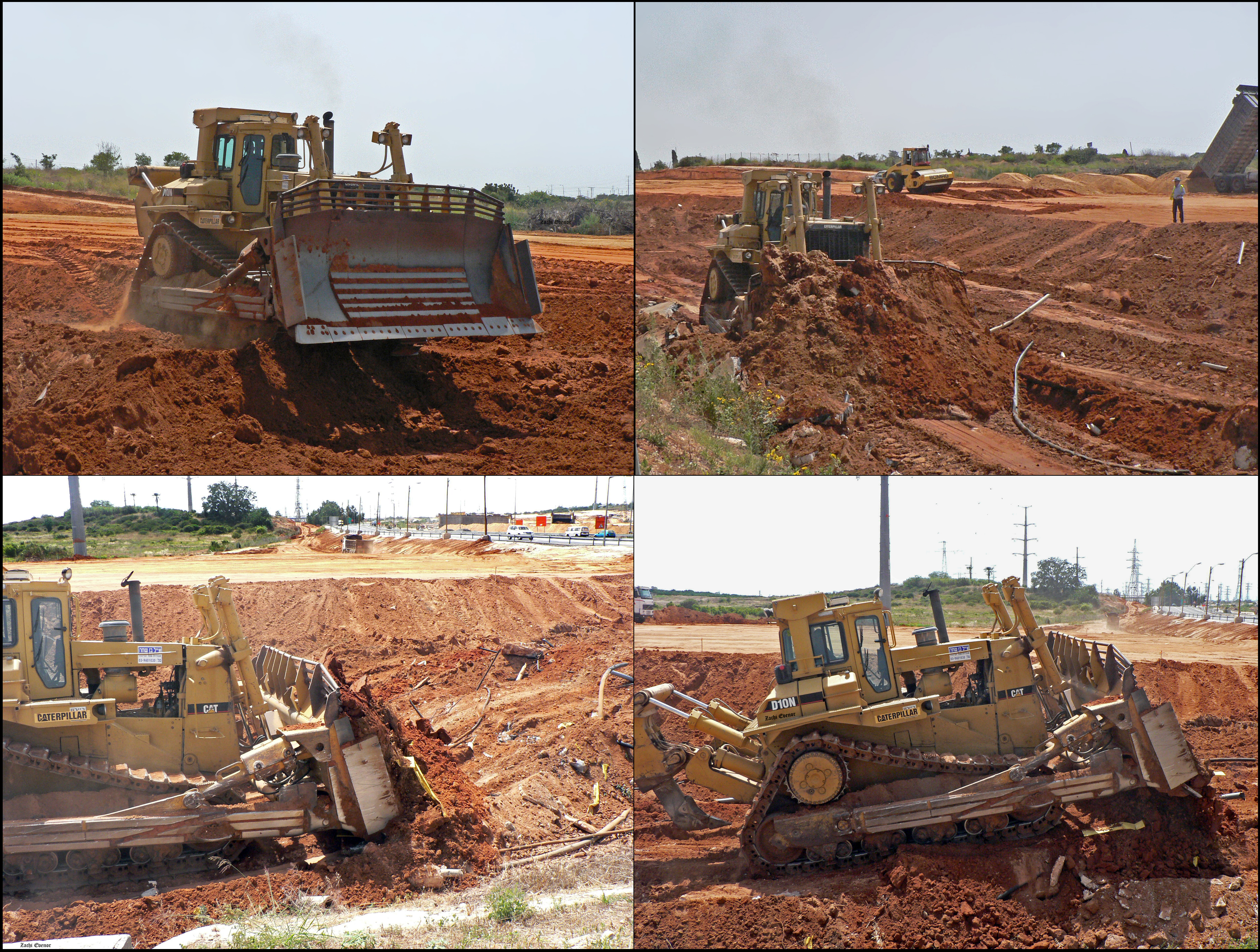
Una topadora Caterpillar D10N (buldócer) trabajando.

Se denomina topadora, buldócer excavadora o dozer a una máquina utilizada principalmente en construcción y minería.

## Partes
La topadora está compuesta por un tractor de orugas o por dos ejes sobre neumáticos, de chasis rígido o articulado, equipada en la parte delantera con una cuchilla vertical colocada perpendicularmente al eje principal de la máquina que dispone de movimiento vertical de corto recorrido. Existen varios tipos de cuchilla, siendo los más destacados:
- Recta: típica para corte de terreno.
- Cóncava: Además de cortar el terreno, voltea las tierras que arrastra, facilitándoles su movimiento.
- En U: Más baja que las anteriores, permite arrastrar mayor cantidad de material.

## Tipos
1. Topadora aplanadora o buldócer: cuya hoja de empuje frontal está fija al chasis del tractor mediante unos largueros y unos cilindros hidráulicos, quedando esta perpendicular al movimiento de la máquina. Los movimientos de la hoja son por tanto de tilt (inclinación lateral) y pitch (inclinación con respecto al eje vertical).
2. Topadora de hoja orientable o angledozer: Los largueros son sustituidos por cilindros hidráulicos, lo que permite colocar la hoja en ángulo con respecto a la dirección del movimiento de trabajo. La hoja es más baja y más ancha para mantener el ancho de trabajo aunque esté inclinada.
3. Topadora de lámina inclinable o tiltdozer: La hoja de esta explanadora se puede girar alrededor del eje longitudinal del tractor y girar, tumbándola, alrededor de un eje horizontal, normal al eje del motor. Si se gira echando la parte superior hacia atrás aumenta la capacidad de corte; si se gira hacia delante, disminuye la capacidad de arrastre. Es el tractor que más usos permite con el movimiento de su hoja.
La diferencia del funcionamiento de trabajo de la cuchilla de cada variante hace que para cada uso una de ellas sea la más idónea, aunque cualquiera de las tres pudieran realizarlo.

## Funcionamiento
El principio de funcionamiento consiste en desplazar la tierra o material a mover mediante una cuchilla u hoja, solidaria con la máquina, que es accionada por el empuje de esta. Las fases de trabajo de las topadoras son:
- Fase productiva: que se compone de excavación y empuje.

- Fase no productiva: que comprende el retorno a la posición inicial.